# Bernard Pascuito
Bernard Pascuito, né le 25 août 1952 à Béjaïa (anciennement Bougie, Algérie) est un journaliste professionnel , écrivain et éditeur français. Il vit et travaille à Aix-en-Provence.
Il a longtemps été directeur de la rédaction de France Dimanche.

## Biographie

### Le journaliste
Bernard Pascuito commence sa vie de journaliste en 1978 au Journal du Dimanche comme grand reporter spécialisé dans le sport. Il y restera jusqu’en 1989.
De 1989 à 1994, il est rédacteur en chef adjoint puis rédacteur en chef de France Dimanche.
De 1995 à 1996, il est directeur de la rédaction d’Ici Paris (groupe Hachette-Filpacchi).
De 1996 à 2000, il est directeur de la rédaction de France Dimanche.

### L'écrivain
Parallèlement à son activité de journaliste, il écrit des biographies de sportifs, puis de célébrités du spectacles.

### L'éditeur
En 2002, il fonde avec un associé les éditions Encre de nuit dont il est le directeur éditorial.
De 2004 à 2006, il est conseiller éditorial des éditions Payot.
En 2005, il crée la maison d’édition littéraire Bernard Pascuito éditeur, centrée sur la littérature américaine (80 livres). La maison d'édition est placée en liquidation judiciaire le 15 juin 2010, à la suite d'une demande d'une dizaine d'auteurs, parmi lesquels le juge Jean-Michel Lambert, dont les droits n'étaient pas payés depuis plus de dix-huit mois.